# The Host: Potwór
The Host: Potwór (kor.: 괴물, MOCT: Gwoemul) – południowokoreański film w reżyserii Bonga Joon-ho z 2006 roku. Obraz łączy w sobie elementy dramatu i komedii.

## Opis fabuły
Film opowiada przygodę koreańskiej rodziny Park. Park Kang-doo pomaga ojcu w prowadzeniu baru na brzegu rzeki Han w Seulu. Pewnego dnia miastem wstrząsa atak potwora, wśród ofiar wydaje się być córka Kang-doo. Gdy jednak okazuje się to nieprawdą, cała rodzina wyrusza jej na ratunek.

## Obsada
- Song Kang-ho: Park Gang-Du
- Byeon Hie-bong: Park Hie-bong
- Park Hae-il: Park Nam-il
- Ko Ah-sung: Park Hyun-seo
- Bae Doona: Park Nam-Joo
- David Joseph Anselmo: Donald
- Brian Rhee: Młody koreański lekarz